# Karam Ibrahim
Karam Mohammed Ibrahim Gaber (arabisch كرم محمد إبراهيم جابر, DMG Karam Muḥammad Ibrāhīm Ǧābir; * 1. September 1979 in Alexandria) ist ein ägyptischer Ringer. Er gewann bei den Olympischen Sommerspielen 2004 in Athen eine Goldmedaille und bei den Olympischen Spielen 2012 in London eine Silbermedaille im griechisch-römischen Stil im Gewichtsklasse|Halbschwergewicht bzw. im Mittelgewicht.

## Werdegang
Karam Mohammed Ibrahim Gaber wuchs in seiner Heimatstadt Alexandria in einer Ringerfamilie auf. Schon seit Vater und seine fünf älteren Brüder waren Ringer. So war es nur selbstverständlich, dass auch er im Alter von 8 Jahren im Nasr Youth Club mit dem Ringen begann. Über den Nasr Club kam er schließlich mit dem zunehmenden Können in den Olympic Club Alexandria. Dort wurde er 1995 von dem armenischen Trainer Yehia Kazanian entdeckt. Weitere wichtige Trainer in seiner folgenden Laufbahn waren Ibrahim El Weshahi und der Deutsche Lothar Ruch. Er konzentrierte sich voll auf den griechisch-römischen Stil und startete bei einer Größe von 1,91 Metern zunächst im Weltergewicht, wuchs aber über das Mittelgewicht in das Halbschwergewicht hinein. 2012 startete er dann wieder im Mittelgewicht.
Den ersten Start bei einer internationalen Meisterschaft absolvierte er im Alter von 18 Jahren im Mai 1997 bei den afrikanischen Meisterschaften in Casablanca und gewann dort gleich den Titel im Weltergewicht vor dem Algerier Youcef Bouguerra. Zwei Monate später kam er bei den Mittelmeer-Spielen in Bari hinter dem erfahrenen Franzosen Yvon Riemer und Dimitrios Avramis aus Griechenland auf den 3. Platz. Im August 1997 gewann er bei der Junioren-Weltmeisterschaft in Turku in der Gewichtsklasse bis 76 kg hinter Sándor Bárdosi aus Ungarn und Artur Michalkiewicz aus Polen eine Bronzemedaille. Eine Bronzemedaille gewann er auch bei der Junioren-Weltmeisterschaft 1998 in Kairo in der Gewichtsklasse bis 83 kg.
Ab 1997 siegte Karam Mohammed Ibrahim Gaber außerdem bei unzähligen Meisterschaften auf dem afrikanischen Kontinent (Arabische Spiele, Arabische Meisterschaften, Afrikanische Meisterschaften und All-Afrikanische Spiele).
Im Jahre 2000 versuchte er, sich für die Teilnahme an den Olympischen Spielen in Sydney zu qualifizieren, was ihm trotz eines guten 3. Platzes beim Qualifikations-Turnier in Alexandria hinter Sjarhej Lischtwan, Weißrussland und Petru Sudureac aus Rumänien nicht gelang. 2001 siegte er in Levallois/Frankreich im Halbschwergewicht bei einem Welt-Cup-Turnier vor dem starken Russen Sergei Artjuchin. Hamza Yerlikaya, der erfolgreiche türkische Ringer kam bei diesem Turnier nur auf den 5. Platz. Er nahm dann im Jahre 2001 in Patras/Griechenland auch erstmals an einer Weltmeisterschaft teil, verlor dort aber im Halbschwergewicht seinen ersten Kampf gegen Marek Švec aus Tschechien und konnte sich danach, wegen des damals geltenden eigenartigen Reglements, mit einem Sieg über den Weltklasseringer Mindaugas Ežerskis aus Litauen nur mehr den 14. Platz erkämpfen.
2002 folgte der erste große internationale Erfolg in der Laufbahn von Karam Mohammed Ibrahim Gaber. Er wurde in Moskau im Halbschwergewicht mit Siegen über Jimmy Lidberg, Schweden, Marek Sitnik, Polen, Marek Svec und Ali Mollow, Bulgarien, bei einer Niederlage im Endkampf gegen Mehmet Özal aus der Türkei Vize-Weltmeister. Einen Monat nach dieser Weltmeisterschaft siegte er bei einem Welt-Cup-Turnier in Kairo vor Hamza Yerlikaya. Danach ging er für einige Monate in die Vereinigten Staaten, wohin sein ältester Bruder ausgewandert war. Er überlegte auch, ob er ganz in den Vereinigten Staaten bleiben solle, kehrte aber schließlich doch wieder nach Ägypten zurück.
Im Oktober 2003 wurde er in Créteil erneut Vize-Weltmeister im Halbschwergewicht. Auf dem Weg zu diesem Erfolg besiegte er Ali Mollow, Kemo Kato aus Japan, Mehmet Özal, den er mit 8:0 Punkten abfertigte, Alexander Besrutschkin, Russland und Ramas Nosadse aus Georgien und unterlag erst im Finale gegen Martin Lidberg aus Schweden.
Im August 2004 trat Karam Mohammed Ibrahim Gaber bei den Olympischen Spielen in Athen dann in Bestform an. Er besiegte dort Marek Sitnik, Georgios Koutsioubas, Griechenland, Ässet Mämbetow, Kasachstan, Mehmet Özal (11:0) und Ramas Nosadse (12:1) und wurde in überlegenem Stil Olympiasieger.
Zwischen 2004 und 2008 nahm er nur an einer einzigen Weltmeisterschaft teil. Er verlor dabei im Jahre 2006 in Guangzhou/China bereits in seinem ersten Kampf gegen Hamza Yerlikaya und landete deshalb abgeschlagen auf dem 19. Platz. 2008 gelang es ihm aber, sich in Novi Sad durch einen Turniersieg vor Theodoros Tounousidis aus Griechenland wieder für die Teilnahme an Olympischen Spielen zu qualifizieren. Bei den Spielen in Peking startete er wieder im Halbschwergewicht, verlor aber auch dort seinen ersten Kampf gegen Elis Guri aus Albanien (1:2 Runden, 5:6 Punkte), womit er ausschied und nur den 13. Platz belegte.
In den Jahren 2009 und 2010 pausierte er und widmete sich als selbständiger Kaufmann seinen Geschäften. Im Dezember 2011 nahm er aber wieder an einer internationalen Meisterschaft teil und siegte dabei bei den Arabischen Spielen in Doha im Mittelgewicht vor Messaoud Zeghdane aus Algerien. 2012 erkämpfte er sich durch einen Turniersieg in Marrakasch die Teilnahmeberechtigung bei den Olympischen Spielen dieses Jahres in London. Er startete dabei im Mittelgewicht. In London siegte er über Nenad Žugaj aus Kroatien, Melonin Noumonvi aus Frankreich und Amer Hrustanovic aus Österreich und stand damit im Endkampf dem Russen Alan Chugajew gegenüber, gegen den er mit 0:2 Runden und 0:3 Punkten unterlag und damit die Silbermedaille gewann.

## Internationale Erfolge
| Jahr | Platz  | Wettbewerb                                              | Gewichtsklasse | Ergebnisse |
| 1997 | 1.     | Afrika-Meisterschaft in Casablanca                      | Welter         | vor Youcef Bouguerra, Algerien und Ernest Malherbe, Südafrika |
| 1997 | 3.     | Mittelmeer-Spiele in Bari                               | Welter         | hinter Yves Riemer, Frankreich und Dimitrio Avramis, Griechenland |
| 1997 | 1.     | Arabische Spiele in Beirut                              | Welter         | vor Salah Ghalileh, Syrien und Nour-Eddine Elhabesh, Libanon |
| 1997 | 3.     | Junioren-WM (Juniors) in Turku                          | bis 76 kg      | hinter Sandor Bardosi, Ungarn und Artur Michalkiewicz, Polen |
| 1997 | 1.     | Pan Arabische Spiele in Damaskus                        | Welter         | vor Salah Ghalileh und Ali Aouarki, Libanon |
| 1998 | 1.     | Afrikanische Spiele in Kairo                            | Mittel         | vor Sofiane Quadjinia, Algerien und Mohamed Smiry, Marokko |
| 1998 | 3.     | Afrikanische Spiele in Kairo                            | Halbschwer     | hinter Isaac Mpia Endjam, Kamerun und Phanie Vermaak, Südafrika (einziger Wettkampf von Karam Ibrahim im freien Stil)                                                        |
| 1998 | 3.     | Junioren-WM in Kairo                                    | bis 83 kg      | hinter Takin Caglar, Türkei und Oleksandr Darahan, Ukraine |
| 1999 | 1.     | All-Afrikanische Spiele in Johannesburg                 | Halbschwer     | vor Hassan Fkiri, Tunesien und Markus Johannes Dekker, Südafrika |
| 2000 | 3.     | Olympia-Qualif.-Turnier in Alexandria                   | Halbschwer     | hinter Sjarhej Lischtwan, Weißrussland und Petru Sudureac, Rumänien |
| 2000 | 1.     | Afrika-Meisterschaft                                    | Halbschwer     | vor Hassan Fkiri und G. Vollenhoven, Südafrika |
| 2001 | 1.     | Casino-Preis in Salzburg                                | Halbschwer     | vor Georgios Koutsooubas und Ioannis Savvas, beide Griechenland und Mirko Englich, Deutschland                                                                               |
| 2001 | 1.     | Mittelmeer-Spiele                                       | Halbschwer     | vor Konstantinos Thanos, Griechenland und Serkan Özden, Türkei |
| 2001 | 1.     | Welt-Cup in Levallois                                   | Halbschwer     | vor Sergei Artjuchin, Russland und Cedric Theval, Frankreich |
| 2001 | 14.    | WM in Patras                                            | Halbschwer     | nach einer Niederlage gegen Marek Svec, Tschechien und einem Sieg über Mindaugas Ežerskis, Litauen                                                                           |
| 2002 | 1.     | Afrika-Meisterschaft in Kairo                           | Halbschwer     | vor Moustapha Bouari, Marokko und Steven van Eeden, Südafrika |
| 2002 | 2.     | WM in Moskau                                            | Halbschwer     | nach Siegen über Jimmy Lidberg, Schweden, Marek Sitnik, Polen, Marek Svec und Ali Mollow, Bulgarien und einer Niederlage gegen Mehmet Özal, Türkei                           |
| 2002 | 1.     | Welt-Cup in Kairo                                       | Halbschwer     | vor Hamza Yerlikaya, Türkei und Ethan Bosch, USA |
| 2003 | 1.     | Dave-Schultz-Memorial-International in Colorado Springs | Halbschwer     | vor Ali Mollow und Jimmy Lidberg |
| 2003 | 2.     | Nikolai-Petrow-Memorial in Sofia                        | Halbschwer     | hinter Ara Abrahamian, Schweden, vor Mehmet Özal und Sjarhej Lischtwan |
| 2003 | 2.     | WM in Créteil                                           | Halbschwer     | nach Siegen über Ali Mollow, Kemo Kato, Japan, Mohmet Özal, Alexander Besrutschkin, Russland und Ramas Nosadse, Georgien und einer Niederlage gegen Martin Lidberg, Schweden |
| 2003 | 1.     | All-Afrikanische Spiele in Abuja                        | Halbschwer     | vor Boughami Qualid, Tunesien und Benhamed Redah, Algerien |
| 2004 | Gold   | OS in Athen                                             | Halbschwer     | nach Siegen über Marek Sitnik, Georgios Koutsioubas, Ässet Mämbetow, Kasachstan, Mehmet Özil und Ramas Nosadse                                                               |
| 2005 | 1.     | Afrika-Meisterschaft in Casablanca                      | Halbschwer     | vor John Short, Südafrika und Moustapha Bouari |
| 2005 | 1.     | Mittelmeer-Spiele in Almería                            | Halbschwer     | vor Georgios Koutsioubas und Radomir Petkovic, Serbien-Montenegro |
| 2006 | 1.     | Afrika-Meisterschaft in Pretoria                        | Halbschwer     | vor Holem Ayari, Tunesien und John Short |
| 2006 | 19.    | WM in Guangzhou                                         | Halbschwer     | nach einer Niederlage gegen Hamza Yerlikaya |
| 2007 | 1.     | Afrika-Meisterschaft in Kairo                           | Halbschwer     | vor Samir Bouguerra, Algerien und Bashir Yahyaoui, Tunesien |
| 2008 | 2.     | Großer Preis von Ungarn in Szombathely                  | Halbschwer     | hinter Jimmy Lidberg, vor Andrzei Deberny, Polen und Mehmet Özal |
| 2008 | 5.     | Olympia-Qualif.-Turnier in Rom-Ostia                    | Halbschwer     | hinter Kalojan Dintschew, Bulgarien, Lajos Virág, Ungarn, Oleg Kryoko, Ukraine und Mehmet Özal                                                                               |
| 2008 | 1.     | Olympia-Qualif.-Turnier in Novi Sad                     | Halbschwer     | vor Theodorus Tounousidis, Griechenland, Arman Geghamjan, Armenien und Mirko Englich                                                                                         |
| 2008 | 13.    | OS in Peking                                            | Halbschwer     | nach einer Niederlage gegen Elis Guri, Albanien |
| 2011 | 1.     | Arabische Spiele in Doha                                | Mittel         | vor Messaoud Zeghdane, Algerien und Haykol Achouni, Tunesien |
| 2012 | 10.    | Dan Kolow & Nikolai Petrow-Memorial in Sofia            | Mittel         | Sieger: Wladimit Gegeschidse Georgien vor Nikolai Bayryakow, Bulgarien |
| 2012 | 1.     | Olympia-Qualif.-Turnier in Marrakesch                   | Mittel         | vor Haykol Achouni und Said Moulla, Marokko |
| 2012 | 2.     | Mittelmeer-Meisterschaft in Larissa                     | Mittel         | hinter Saban Karatas, Türkei, vor Laokratis Kesidis, Griechenland |
| 2012 | 2.     | Trophee Milone in Sassari                               | Halbschwer     | hinter Daigoro Timoncini, Italien, vor Azad Sanoor, Irak |
| 2012 | 3.     | Wladyslaw-Pytlasinski-Memorial in Ratibor               | Mittel         | hinter Alan Chugajew, Russland und Damian Janikowski, Polen |
| 2012 | 2.     | Großer Preis von Deutschland in Dortmund                | Halbschwer     | hinter Frederik Schoen, Schweden, vor Ardo Arusaar, Estland und Soso Jabidse, Georgien                                                                                       |
| 2012 | Silber | OS in London                                            | Mittel         | nach Siegen über Nenad Zugaj, Kroatien, Melonin Noumonvi, Frankreich und Amer Hrustanovic, Österreich und einer Niederlage gegen Alan Chugajew                               |

## Erläuterungen
- alle Wettkämpfe im griechisch-römischen Stil
- OS = Olympische Spiele, WM = Weltmeisterschaft
- Weltergewicht, bis 2001 bis 76 kg, Mittelgewicht, bis 2001 bis 85 kg, seit 2002 bis 84 kg, Halbschwergewicht, bis 2001 bis 97 kg, seit 2002 bis 96 kg Körpergewicht